# Patrice Louis
Pour les articles homonymes, voir Louis.
Patrice Louis est un écrivain, journaliste et blogueur français, né le 10 juin 1947 à Paris 7e et mort le 17 novembre 2021 à Mainvilliers.
Après avoir travaillé à la radio (Europe 1, France Inter), il a collaboré à la télévision (Canal +, LCI) et dans la presse écrite (Le Monde).
« Fou furieux des mots », il est l’auteur d’une douzaine de livres consacrés notamment à la langue française et à Aimé Césaire. Passionné par Marcel Proust, il anime un blogue sur son ouvrage À la recherche du temps perdu : Le fou de Proust,,.

## Biographie

### Carrière
Diplômé du Centre de formation des journalistes de Paris (CFJ), à Paris en 1971, il entre à Europe 1 où il est présentateur jusqu’en 1978.
Son patron Étienne Mougeotte lui confie la mission de professionnaliser la rédaction de Radio Caraïbes International (RCI) aux Antilles. Il en assure la direction en Martinique puis en Guadeloupe (1978-1980).
De retour à Paris, il retourne à Europe 1, comme chef des informations puis secrétaire général de la rédaction (1980-1985).
Il quitte la radio privée pour devenir rédacteur en chef à Radio France Outre-Mer à Paris (1985-1987) puis à France Inter (1989-1996) où il crée et anime la chronique "Pardon de vous déranger",,
Après un bref retour à Europe 1 comme rédacteur en chef, adjoint au directeur de la rédaction (1996), il est engagé par BFM comme directeur-adjoint de l’information (1996-1998) ; il y est également l’auteur de la chronique "Les mots pour le dire".
Puis Philippe Gildas lui propose le poste de rédacteur en chef de l’émission qu’il lance à la mi-journée, "Un autre journal" (1998-1999).
En 1999, il quitte Paris pour les Antilles où il conseille Audrey Pulvar avant de lui succéder à la direction de l’information d’Antilles Télévision (ATV) (2002-2003). Il crée l’émission radio-télé "Le Club" et y associe RCI et le quotidien France-Antilles (2002-2009).
Parallèlement, il est correspondant pour i-télé, Canal +, TF1, LCI et Le Monde.
Après la mort d'Aimé Césaire, Patrice Louis quitte la Martinique pour le Bénin afin d’achever le livre qu'il écrit, sur le roi Béhanzin du Dahomey (ancien nom du Bénin), envoyé en exil à Fort-de-France.
De retour en France en 2013, il s'installe à Illiers-Combray, le village d’Eure-et-Loir immortalisé par Marcel Proust d'où il lance le blogue « Le fou de Proust ». Il y préside l’Office de tourisme du Pays de Combray (2013-2014). Il est également membre fondateur du Cercle littéraire de Combray en 2015.

### Vie privée
Il fut marié à Violette Thérèse Ovide, une Martiniquaise rencontrée en Guadeloupe.
Il meurt le 17 novembre 2021 à l'âge de 74 ans, des suites d'un cancer du poumon, à Illiers-Combray, en Eure-et-Loir.

## Ouvrages
- Du bruit dans Landerneau, Dictionnaire des noms propres dans le parler commun, 1995
- C'est beau, mais c'est faux, 2000
- dico.com, Les mots de l’Internet et de la Nouvelle économie, 2000, avec Violette Louis
- L'Enfer à Saint-Pierre, dictionnaire de la Catastrophe de 1902, 2002
- 1902 au jour le jour, 2002
- A, B, C...ésaire, dictionnaire, 2003
- Toutes les Suédoises s’appellent Ingrid, Les étrangers et leurs mots dans la langue française, 2004
- Aimé Césaire, Rencontre avec un nègre fondamental, 2004
- Maracaibo, Carnets d’un retour brisé, 2006
- À dormir debout, Nomenclature bien réelle d’êtres et de choses qui n’existent pas, 2006
- Les deux font la paire. Les couples célèbres dans le parler commun, 2006
- Le Ruban de la fille du pape - Fantaisie historique, 2008
- Le Roi Béhanzin, du Dahomey à la Martinique, 2011
- Le Fou de Proust, 2013 (roman)
- La mission sacrée du Prince Ouanilo, 2016